# 殘酷的觀眾們
《殘酷的觀眾們》（日语：／ Zankokuna Kankyakutachi）是自2017年5月18日起至7月20日為止，每週四凌晨0:59至1:29間於日本電視台播映的學園推理劇，由日本女子偶像團體櫸坂46擔綱主演。

## 概要
2017年4月19日，櫸坂46成員出席了在神奈川縣舉行的電視劇製作發表記者會，這是自東京電視台電視劇《誰殺了德山大五郎？》以來，櫸坂46再次主演電視劇。5月9日，製作委員會公開了電視劇的主視覺，並且宣佈四名Youtuber也有份參演。5月17日，電視劇的主題曲《独特自我》的音樂錄影帶其中的部分片段在電視劇首集的尾聲播出。5月19日，櫸坂46成員尾關梨香和織田奈那在SHOWROOM直播，與觀眾一起在Hulu觀看電視劇。7月12日，製作委員會公佈平假名櫸坂46也會在大結局登場，這是平假名櫸坂46的12名成員首次聚首一堂出演電視劇。7月13日，櫸坂46成員通過SHOWROOM率先與觀眾一同觀看大結局。7月20日，日本電視台宣佈於11月29日推出電視劇的藍光光碟和DVD，其中的部分內容在11月17日率先在Youtube公開。

## 劇情概要
在不久的未來，為了保障私隱，無論學生還是教師在學校也不會公開自己的姓名。某天，一群女高中生突然被困於教室內，而且教室內的情況還通過直播傳了開去，而逃離教室的唯一方法就是讓觀看直播的人給讚。在密閉空間內疑心生暗鬼的21人最後到底能否安全逃離教室...。

## 登場人物

### 學生[9]
- 石森虹花，飾演石野紗英。
- 今泉佑唯，飾演飾演岩本Erena。
- 上村莉菜，飾演內村渚。
- 尾關梨香，飾演岡本優希。
- 織田奈那，飾演溫田遙。
- 小池美波，飾演古賀奈緒。
- 小林由依，飾演小柳郁美。
- 齋藤冬優花，飾演坂本花。
- 佐藤詩織，飾演佐野静香。
- 志田愛佳，飾演椎名Keito。
- 菅井友香，飾演杉崎凛。
- 鈴本美愉，飾演須原美空。
- 長澤菜菜香，飾演長野楓花。
- 長濱禰留，飾演永嶺Miko。
- 土生瑞穂，飾演橋本Runa。
- 原田葵，飾演濱野楓。
- 平手友梨奈，飾演葉山Yuzuki。
- 守屋茜，飾演望月琴。
- 米谷奈奈未，飾演吉村梓。
- 渡邊梨加，飾演若本杏奈。
- 渡邊理佐，飾演和久綾乃。

## 播映日期

### 電視播映
| 播映日期                | 播映時間                         | 播映電視台     | 播映地區   | 備註       |
| ----------------------- | -------------------------------- | -------------- | ---------- | ---------- |
| 2017年5月18日 - 7月20日 | 星期四 0:59 - 1:29（星期三深夜） | 日本電視台     | 關東廣域圈 | 製作電視台 |
| 2017年6月29日 - 8月31日 |                                  | 長崎國際電視台 | 長崎縣     |            |
| 2017年7月10日 -         | 星期一 0:50 - 1:20（星期日深夜） | 大分放送       | 大分縣     | TBS電視網  |

### 網路播映
| 播映日期        | 播映時間 | 影音平台 | 備註     |
| --------------- | -------- | -------- | -------- |
| 2017年5月18日 - |          | Hulu     | 付費頻道 |

## 外部連結
- 官方網站 （页面存档备份，存于）
- 殘酷的觀眾們的X（前Twitter）（2017年4月18日－）

| 日本電視台 日本電視台週四深夜電視劇 | 日本電視台 日本電視台週四深夜電視劇 | 日本電視台 日本電視台週四深夜電視劇 |
| ----------------------------------- | ----------------------------------- | ----------------------------------- |
|                                     | 殘酷的觀眾們                        |                                     |
| 哥哥太愛我了怎麼辦                  | Platinum Plus                       |                                     |